# 张智华
张智华（1963年6月—），享受国务院特殊津贴专家，北京师范大学教授。

## 生平
1985年业于安徽师范大学中文系，同年留校任教。1992年和1998年先后于南京大学获硕士、博士学位。2000年入职北京师范大学，任艺术与传媒学院教授、博士生导师。

## 学术贡献
主要从事视听节目创意与制作、电视与新媒体等研究工作。主持国家社科基金项目等课题多项，担任国家社科基金艺术学重大项目《中国网络电影、网络剧、网络节目研究》首席专家。发表论文180余篇。研究成果获北京市哲学社会科学优秀成果奖、国家广电总局飞天电视剧奖等。

## 学术兼职
中国高校影视学会网络视听专业委员会副理事长，中国新闻史学会视听传播研究会副理事长，全球修辞学会视听传播学会副会长，中国电影评论学会理事。

## 著作
- 《影视文化传播》（2004年，文化艺术出版社）
- 《喜剧人生——走进卓别林的〈摩登时代〉》（2007年，北京师范大学出版社）
- 《中国电影论辩》（2007年，百花洲文艺出版社）
- 《电视剧类型》（2012年，北京师范大学出版社）
- 《电视剧叙事艺术研究》（2013年，中国电影出版社）
- 《电视剧名作解读》（2015年，国防工业出版社）
- 《多媒体时代中国电影批评及其价值取向》 （2015年，中国电影出版社）
- 《中国网络电影、网络剧、网络节目初探——兼论中国网络文化建设》（2016年，中国电影出版社）
- 《网络时代电视剧产业研究》（2017年，中国电影出版社）
- 《网络时代中国电影表现方法与电影产业发展》（2018年，中国电影出版社）
- 《宋代笔记小说与戏剧影视》 （2018年，中国电影出版社）
- 《北京文人笔记研究——兼论北京文人笔记与戏剧影视的关联》（2018年，文化艺术出版社）
- 《文化探索——戏剧影视创意》（2020年，北京师范大学出版社）